# ديف باترفيلد
ديف باترفيلد (بالإنجليزية: Dave Butterfield)‏ هو لاعب كرة قدم أمريكية أمريكي، ولد في 29 يوليو 1954.

## روابط خارجية
- ديف باترفيلد على موقع كلية كرة القدم في سبورتس رفرنس.كوم (الإنجليزية)